# Lachaerus
Lachaerus is een kevergeslacht uit de familie van de boktorren (Cerambycidae). De wetenschappelijke naam van het geslacht werd voor het eerst geldig gepubliceerd in 1868 door Thomson.

## Soorten
Lachaerus is monotypisch en omvat slechts de volgende soort:
- Lachaerus fascinus (Audinet-Serville, 1835)